# جون ديفيد ألبرت
جون ديفيد ألبرت (بالإنجليزية: John David Albert) هو مستكشف أمريكي، ولد في 1806 في هاجرستاون في الولايات المتحدة، وتوفي في 24 أبريل 1899.